# Elecciones regionales de Cajamarca de 2006
Las elecciones regionales de Cajamarca de 2006 se llevaron a cabo el 19 de noviembre de 2006 para elegir al presidente regional, al vicepresidente regional y al Consejo Regional para el periodo 2007-2010. La elección se celebró simultáneamente con elecciones regionales y municipales (provinciales y distritales) en todo el Perú.

## Sistema electoral
El Gobierno Regional de Cajamarca es el órgano administrativo y de gobierno del departamento de Cajamarca. Está compuesto por el presidente regional, el vicepresidente regional y el Consejo Regional.
La votación del presidente, vicepresidente y consejo regional se realiza en base al sufragio universal, que comprende a todos los ciudadanos nacionales mayores de dieciocho años, empadronados y residentes en el departamento de Cajamarca y en pleno goce de sus derechos políticos.
El Consejo Regional de Cajamarca está compuesto por 13 consejeros elegidos por sufragio directo para un período de cuatro (4) años, en forma conjunta con la elección del presidente regional. La votación es por lista cerrada y bloqueada. Se asigna a la lista ganadora los escaños según el método d'Hondt o la mitad más uno, lo que más le favorezca.

## Composición del Consejo Regional de Cajamarca
La siguiente tabla muestra la composición del Consejo Regional de Cajamarca antes de las elecciones.
| Partidos | Partidos                | Consejeros |
| -------- | ----------------------- | ---------- |
|          | Partido Aprista Peruano | 8          |
|          | Perú Posible            | 2          |
|          | Unidad Nacional         | 2          |
|          | Acción Popular          | 1          |

## Partidos y candidatos
A continuación se muestra una lista de los principales partidos y alianzas electorales que participaron en las elecciones:
| Candidatura | Candidatura | Partidos y alianzas                                                                        | Candidatos | Candidatos               | Ideología                                                          | Resultado previo | Resultado previo | Ref. |
| Candidatura | Candidatura | Partidos y alianzas                                                                        | Candidatos | Candidatos               | Ideología                                                          | Votos (%)        | Con.             | Ref. |
| ----------- | ----------- | ------------------------------------------------------------------------------------------ | ---------- | ------------------------ | ------------------------------------------------------------------ | ---------------- | ---------------- | ---- |
|             | APRA        | Lista - Partido Aprista Peruano (APRA)                                                     |            | Luis Gasco Bravo         | Aprismo                                                            | 23.67%           | 8                |      |
|             | AP          | Lista - Acción Popular (AP)                                                                |            | Mesías Guevara Amasifuén | Humanismo Nacionalismo cívico Reformismo                           | 12.19%           | 1                |      |
|             | UN          | Lista - Unidad Nacional (UN) – Partido Popular Cristiano (PPC) – Solidaridad Nacional (SN) |            | Carlos Tirado Soto       | Democracia cristiana Conservadurismo Neoliberalismo                | 21.07%           | 2                |      |
|             | MNI         | Lista - Movimiento Nueva Izquierda (MNI)                                                   |            | Gregorio Santos Guerrero | Marxismo-leninismo Mariateguismo Socialismo democrático            | 4.24%            | 0                |      |
|             | APP         | Lista - Alianza para el Progreso (APP)                                                     |            | José Oblitas Guerrero    | Liberalismo económico Conservadurismo liberal Populismo de derecha | Nuevo            | Nuevo            |      |
|             | UPP         | Lista - Unión por el Perú (UPP)                                                            |            | Enrique Alva Anduaga     | Nacionalismo de izquierda Socialdemocracia                         | Nuevo            | Nuevo            |      |
|             | Sí Cumple   | Lista - Agrupación Independiente Sí Cumple (Sí Cumple)                                     |            | Roger Malpica Tirado     | Fujimorismo Populismo de derecha                                   | Nuevo            | Nuevo            |      |
|             | PNP         | Lista - Partido Nacionalista Peruano (PNP)                                                 |            | Javier Bobadilla Leiva   | Socialismo democrático Nacionalismo de izquierda                   | Nuevo            | Nuevo            |      |
|             | FS          | Lista - Fuerza Social (FS)                                                                 |            | Jesús Coronel Salirrosas | Regionalismo cajamarquino                                          | Nuevo            | Nuevo            |      |
|             | MICA        | Lista - Movimiento de Innovación Cajamarca (MICA)                                          |            | Luis Guerrero Figueroa   | Regionalismo cajamarquino                                          | Nuevo            | Nuevo            |      |

## Resultados

### Sumario general
|                        |                                                |              |              |              |            |            |  |  |
| Partidos y coaliciones | Partidos y coaliciones                         | Voto popular | Voto popular | Voto popular | Consejeros | Consejeros |  |  |
| Partidos y coaliciones | Partidos y coaliciones                         | Votos        | %            | ±pp          | Total      | +/−        |  |  |
|                        | Fuerza Social (FS)                             | 152,032      | 29.20        | Nuevo        | 8          | +8         |  |  |
|                        | Movimiento Nueva Izquierda (MNI)               | 90,480       | 17.38        | +13.14       | 2          | +2         |  |  |
|                        | Partido Aprista Peruano (APRA)                 | 76,151       | 14.62        | –9.05        | 2          | –6         |  |  |
|                        | Partido Nacionalista Peruano (PNP)             | 41,343       | 7.94         | Nuevo        | 1          | +1         |  |  |
|                        | Acción Popular (AP)                            | 35,458       | 6.81         | –5.38        | 0          | –1         |  |  |
|                        | Movimiento de Innovación Cajamarca (MICA)      | 35,167       | 6.75         | Nuevo        | 0          | ±0         |  |  |
|                        | Unión por el Perú (UPP)                        | 33,372       | 6.41         | Nuevo        | 0          | ±0         |  |  |
|                        | Agrupación Independiente Sí Cumple (Sí Cumple) | 23,347       | 4.48         | Nuevo        | 0          | ±0         |  |  |
|                        | Unidad Nacional (UN)                           | 20,698       | 3.97         | –17.10       | 0          | –2         |  |  |
|                        | Alianza para el Progreso (APP)                 | 12,676       | 2.43         | Nuevo        | 0          | ±0         |  |  |
|                        |                                                |              |              |              |            |            |  |  |
| Total                  | Total                                          | 520,724      |              |              | 13         | ±0         |  |  |
|                        |                                                |              |              |              |            |            |  |  |
| Votos válidos          | Votos válidos                                  | 520,724      | 79.65        | +3.37        |            |            |  |  |
| Votos en blanco        | Votos en blanco                                | 47,419       | 7.25         | –4.15        |            |            |  |  |
| Votos nulos            | Votos nulos                                    | 85,596       | 13.09        | +0.77        |            |            |  |  |
| Votos emitidos         | Votos emitidos                                 | 653,739      | 86.81        | +4.93        |            |            |  |  |
| Abstenciones           | Abstenciones                                   | 99,344       | 13.19        | –4.93        |            |            |  |  |
| Votantes registrados   | Votantes registrados                           | 753,083      |              |              |            |            |  |  |
|                        |                                                |              |              |              |            |            |  |  |
| Fuente:                |                                                |              |              |              |            |            |  |  |

### Autoridades electas
| Cargo                                | Autoridad electa | Autoridad electa          | Partido político | Partido político             |
| ------------------------------------ | ---------------- | ------------------------- | ---------------- | ---------------------------- |
| Presidente Regional de Cajamarca     |                  | Jesús Coronel Salirrosas  |                  | Fuerza Social                |
| Vicepresidente Regional de Cajamarca |                  | Aníbal Balcazar Torrejón  |                  | Fuerza Social                |
| Consejero Regional de Cajamarca      |                  | César Coronado Rivera     |                  | Fuerza Social                |
| Consejero Regional de Cajamarca      |                  | Segundo Muñoz Saldaña     |                  | Fuerza Social                |
| Consejero Regional de Cajamarca      |                  | Manuel Rabanal Zelada     |                  | Fuerza Social                |
| Consejero Regional de Cajamarca      |                  | Domitilo Vásquez Suárez   |                  | Fuerza Social                |
| Consejero Regional de Cajamarca      |                  | Gonzalo Salas Salas       |                  | Fuerza Social                |
| Consejero Regional de Cajamarca      |                  | Wilson Flores Castillo    |                  | Fuerza Social                |
| Consejero Regional de Cajamarca      |                  | Manuel Anyaypoma Ocón     |                  | Fuerza Social                |
| Consejero Regional de Cajamarca      |                  | Jorge Sánchez Tafur       |                  | Fuerza Social                |
| Consejero Regional de Cajamarca      |                  | José Mendoza Zafra        |                  | Movimiento Nueva Izquierda   |
| Consejera Regional de Cajamarca      |                  | Lilia Cabanillas Campos   |                  | Movimiento Nueva Izquierda   |
| Consejera Regional de Cajamarca      |                  | María Chanduví Plasencia  |                  | Partido Aprista Peruano      |
| Consejero Regional de Cajamarca      |                  | Francisco Fernández Leiva |                  | Partido Aprista Peruano      |
| Consejero Regional de Cajamarca      |                  | Toribio Ruiz Vargas       |                  | Partido Nacionalista Peruano |